# Tiber
De Tiber (Latijn: Tiberis, Italiaans: Tevere) is met 404 kilometer lengte de op twee na langste rivier in Italië, na de Po en de Adige. Hij stroomt vanaf de berg Fumaiolo (nabij Verghereto, op de grens tussen Emilia-Romagna en Toscane) door Toscane, Umbrië, Lazio en Rome naar de Tyrreense Zee, waarin hij in twee takken uitmondt. Hij stroomt in het zuiden door de buitenwijken van Ostia-Isola Sacra en in het noorden door die van Fiumicino. De rivier heeft een stroomgebied van circa 11.014 km².
Waarschijnlijk is de naam 'Tiber' van vóór-Latijnse oorsprong, zoals de Romeinse naam 'Tibur', het moderne Tivoli. De mythische koning Tiberinus, de negende in de legendarische lijst koningen van Alba Longa, zou volgens de verhalen zijn verdronken in de rivier de Albula, die daarop de naam 'Tiber' kreeg. De mythe verklaarde de herinnering aan een eerdere, waarschijnlijk pre-Indo-Europese naam van de rivier, die 'de witte' (van sediment) betekent. Volgens de legende werden de stichters van Rome, de tweelingbroers Romulus en Remus, aan hun lot overgelaten op de golven van de Tiber, waar zij gered werden door een wolvin, de Lupa Capitolina, die hen zoogde.
Sinds de dagen van de Punische oorlogen is de Tiber een belangrijke rivier geweest voor de handel, toen de haven van Ostia een belangrijke marinebasis werd. Aan het einde van de 1e eeuw n.Chr. verzandde de haven van Ostia, en werd een nieuwe weg, de Via Portuensis, aangelegd om Rome met de nieuwe keizerlijke haven Portus te verbinden vanaf de Porta Portuensis, de "havenpoort".
Een andere belangrijke stroom in Rome mondt in de Tiber uit: de Anio. In het centrum van Rome ligt het eiland Isola Tiberina in de rivier, tussen Trastevere en het oude centrum. De overgangsplaats bij het eiland is waarschijnlijk de oudste vestiging van de stad.
In de volksmond wordt de Tiber wel de Flava, de "blonde rivier" genoemd. De Tiber wordt zwaar belast door sediment maar vormt verhoudingsgewijs geen grote delta, vanwege een sterke zeestroom dicht bij de kust, die naar het noorden gaat, en verder vanwege de steile kustlijn en een geleidelijke tektonische overgang. De kustlijn is sinds de Romeinse tijd bij beide monden van de rivier met ongeveer 3 kilometer voortgeschreden waardoor de overblijfselen van het oude Ostia steeds meer landinwaarts geraakten. Een eeuw geleden werd deze voortschrijding bij Fiumicino geschat op 4 meter per jaar.
De tak die de zee bij Fiumicino bereikt, is een kanaal, dat is gegraven tijdens het bewind van keizer Claudius en verbeterd onder Trajanus. Het kanaal raakte tijdens de Middeleeuwen zodanig verzand, dat het onbruikbaar werd voor grote schepen, maar in 1612 werd het opnieuw voor de scheepvaart toegankelijk gemaakt door paus Paulus V.
In het oude Rome werd de rivier met een afwatering verbonden, de Cloaca Maxima, en met een ondergronds net van tunnels en andere kanalen, teneinde het water tot aan het centrum van de stad te brengen. De aanleg van moderne stenen banken begon in 1876.
Overstromingen van de Tiber hebben invloed gehad op het verloop van de geschiedenis. In de moderne tijd hebben er overstromingen plaatsgevonden in 1598, 1870 en 1900.
- Biblioteca Nacional de España: XX461321
- Bibliothèque nationale de France: cb138842244 (data)
- Gemeinsame Normdatei: 4119609-0
- Library of Congress Control Number: sh85135212
- Nationale Bibliotheek van Tsjechië: ge1041806
- Nationale Bibliotheek van Israël: 987007536401205171
- Virtual International Authority File: 316430945